# Segismundo Pey Ordeix

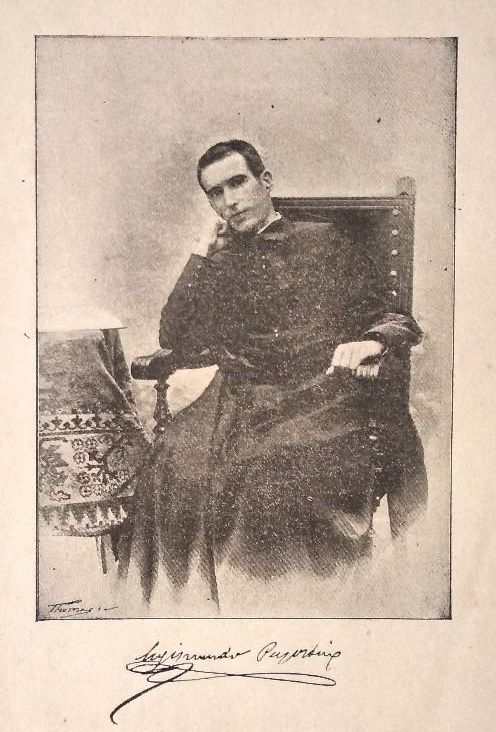
Segismundo Pey Ordeix, retrato del autor en la primera edición de Paternidad. Drama en cuatro actos y en prosa, Barcelona, 1901.

Segismundo Pey-Ordeix (1867-1935) fue un sacerdote, periodista y escritor español de tendencia integrista y posteriormente anticlerical. Fue también conocido por sus campañas contra el nacionalismo catalán.

## Biografía
Nacido en San Vicente de Torelló (Barcelona) en 1867, era hijo y nieto de carlistas. Su abuelo, considerado un faccioso sanguinario, había sido fusilado de forma humillante en 1849, tras perder una batalla en la segunda guerra carlista. Conocer los detalles de la macabra ejecución causaría al joven Segismundo una profunda impresión, excitándole a la venganza.

### Seminarista en Vic
Ingresó en el seminario de Vic en 1884, siendo por entonces obispo José Morgades, a quien detestaban los carlistas vicenses. Allí entabló amistad con el coronel Luis de Mas y su familia, con quienes llegó a preparar un alzamiento carlista al fallecer Alfonso XII en 1885. Paralelamente, junto con otros dos seminaristas de tendencia integrista (Lorenzo Portet y Jaime Benet), se opuso a Morgades, al que consideraban un hereje liberal y corruptor, y en 1886 fundó el semanario tradicionalista L'Independent (con el subtítulo de «Deu, Patria, Furs»), contrario a la línea de La Veu del Montserrat que dirigía Jaume Collell, cercano a Morgades y promotor del incipiente catalanismo. Después fundó el periódico carlista El Norte Catalán, sucesor de L'Independent, que se convertiría dos años después en órgano local del Partido Integrista.

### Etapa en la provincia de Soria
Debido al enfrentamiento con su obispo, a finales de 1886, cuando contaba dieciocho años de edad, tuvo que dejar el seminario de Vic y prosiguió sus estudios en Castilla. Según confesaría él mismo años después, el obispo Morgades se despidió de él dándole a besar el anillo y bendiciéndole con la otra mano, mientras le decía «yo te impediré la carrera o te doblegaré».
Fue mayordomo del seminario de Osma y colaboró con el obispo Pedro M. Lagüera, conocido por su feroz antiliberalismo. Al morir Lagüera en 1892, se enfrentó con su sucesor, el obispo Victoriano Guisasola, por lo que hubo de abandonar su puesto y fue capellán del Hospicio de Soria. En Osma dirigió también el semanario católico El Oxomense (1892-1894).
En un principio fue un sacerdote integrista, con gran predicamento entre los tradicionalistas. Fue colaborador de El Siglo Futuro, pero no por mucho tiempo, ya que este diario le parecía moderado. Según Francesc de Borja Moll, Pey Ordeix consideraba tarado de liberalismo a todo aquel que mostrase respeto y deferencia por las autoridades civiles o eclesiásticas.
En 1897 fundó en Soria el semanario religioso y político integrista El Urbión, que en un principio contaba con censura eclesiástica del obispo de Osma José María García Escudero y Ubago (sucesor de Guisasola), quien sin embargo se la retiró en enero de 1899.

### Etapa en Barcelona y condena eclesiástica
Trasladado a Barcelona, fue redactor del periódico integrista La Voz de la Patria (1898-1899) junto con otros sacerdotes, entre ellos, Valerio Serra y Boldú. A propuesta de Pey y por mediación de Serra, consiguieron que colaborase en una sección literaria del periódico el sacerdote y prestigioso escritor en catalán Jacinto Verdaguer, quien por entonces también tenía problemas con las autoridades eclesiásticas (el obispo Morgades lo había suspendido a divinis). No obstante, La Voz de la Patria desapareció al poco tiempo, debido a la dispersión de los colaboradores por los ataques de Nocedal contra Pey. Éste tuvo entonces la iniciativa de editar el semanario La Creu del Montseny para continuar la página literaria en catalán, pero en 1900 el semanario marcaría distancias con Pey y pondría como director a Verdaguer.
Paralelamente, nada más llegar a Barcelona siguió editando El Urbión desde la ciudad condal y pidió la censura eclesiástica al obispo Jaime Catalá, pero éste falleció poco después y su sucesor, José Morgades (con quien ya se había enfrentado en sus tiempos de seminarista en Vic), se la negó en septiembre de 1899, siete meses después de pedirla. Aun así, Pey decidió continuar el periódico.
Para el sacerdote José Domingo Corbató, en aquel momento partidario del carlismo, el exceso de celo de Pey Ordeix, que no iba acompañado de la humildad, podía llegar a apartarle de la Iglesia, como se habían apartado Arrio, Nestorio, Pelagio, Focio, Lutero, Hus y Jansenio, guiados por el mismo celo, orgullo y simulación. Debido a su postura ante la jerarquía eclesiástica, tuvo una agria disputa con el jefe del Partido Integrista, Ramón Nocedal.
El 24 de febrero de 1900 los obispos de Cataluña prohibieron a los católicos la lectura de El Urbión, ante lo cual Pey Ordeix apeló al Santo Oficio. Como director de la Asociación Sacerdotal, en mayo publicó también un polémico escrito de protesta contra los actos del obispo Morgades en favor del incipiente nacionalismo catalán, firmado por otros sacerdotes y el mismo capitán general de Cataluña. En agosto el Santo Oficio ratificó la condena de El Urbión. A pesar de ello, Pey siguió editando el semanario, desde el que acusó a los obispos españoles de enriquecerse mediante simonía y nepotismo.
El conflicto con sus superiores le volvió un furibundo anticlerical y especialmente antijesuita. En 1901 publicó un drama titulado Paternidad, atacando a la Compañía de Jesús, que fue estrenado en el Teatro Lírico de Barcelona. Fue muy aplaudido por una audiencia republicana y Pey Ordeix, en su traje de sacerdote, tuvo que presentarse varias veces en el palco escénico.
Junto con el sacerdote José Ferrándiz, se propuso la creación de una Iglesia nacional española, independiente del Vaticano, aunque manteniendo la doctrina católica y sin llegar a una separación total de Roma, idea que plasmó en una serie de artículos en El País. En un alarde propio de la Edad Media, llegó a retar al obispo Casañas a dirimir por medio del juicio de Dios ciertas cuestiones doctrinales y de su conducta, comprometiéndose a entrar con el prelado en una hoguera encendida para apelar a la prueba del fuego y que se reconociese la razón del que saliese ileso de las llamas.
Aunque se retractó públicamente de sus errores a mediados de 1903, su amigo José Ferrándiz dijo posteriormente que había firmado ese documento —que incluía frases humillantes para él— estando enfermo, «en el lecho del dolor, casi agonizante» y que, a pesar de ello, no había sido readmitido a su ministerio, por lo que tenía que vivir de limosnas.

### Abandono del sacerdocio
Durante años colaboró con el periódico anticlerical El Motín. Acabaría colgando los hábitos y contrayendo matrimonio civil con Manuela Casado, a quien había conocido en Soria. La pareja tuvo tres hijos: Víctor, Raúl y Diana Pey, los tres exiliados en Chile con su madre tras la guerra civil española.
Escribió asimismo Miguel Servet, el sabio víctima de la Universidad, el santo víctima de las iglesias. Su vida, su conciencia, su proceso, su vindicación (1911). Después publicó su Historia crítica de San Ignacio de Loyola en varios volúmenes (1914), El padre Mir e Ignacio de Loyola (Madrid: Imprenta Libertad, 1913) y la novela sentimental y anticlerical Sor Sicalipsis que denuncia los métodos sectarios de algunas órdenes religiosas  y de la que se hicieron dos ediciones, una en 1924 y otra en Barcelona en 1931. 
Miembro de la logia masónica Manuel Ruiz Zorrilla de Barcelona, adscrita al recién fundado Grande Oriente Español, figuró como primer firmante del manifiesto que la logia dirigió el 30 de septiembre de 1931 «A las Cortes Constituyentes» con sus propuestas para el tratamiento de la cuestión religiosa en la Constitución republicana, de un contenido radicalmente anticlerical.
Falleció en Barcelona en septiembre de 1935.

## Obras
- Miguel Servet, el sabio víctima de la Universidad, el santo víctima de las iglesias. Su vida, su conciencia, su proceso, su vindicación (1911).
- Historia crítica de San Ignacio de Loyola. Estudio analítico de la vida e historia del Santo fundador de la compañía hecho directamente sobre los documentos de los archivos nacionales y extranjeros, especialmente de los secretos del Vaticano, de la Inquisición y de la compañía..., Librería Internacional, 1916
- España entre Inglaterra y Alemania enfrente del conflicto de la Guerra Europea, 1915
- Evangelio del amor, 1918
- Jesuítas y judíos ante la República: Patología nacional: estudio histórico, 1932
- El cisma de España, Barcelona, 1900
- Paternidad: Drama en cuatro actos y en prosa, 1901.
- El padre Mir e Ignacio de Loyola (Madrid: Imprenta Libertad, 1913)
- Sor Sicalipsis (1924; 2.ª ed. Barcelona: Maucci, 1931)